# Метиновые красители

Структура цианина — первого синтезированного представителя класса

Мети́новые краси́тели — класс синтетических и природных красителей, содержащих в своем составе электронодонорные и электроноакцепторные группы, соединённые цепочками свободных или замещённых метиновых групп -СH= и содержащие при этом нечётное количество атомов углерода в такой цепи. Долгое время все метиновые красители назывались цианиновыми (от греч. ϰυανός — синий) по названию первого полученного представителя, но в дальнейшем название «цианиновые красители» осталось только у подгруппы, где метиновой цепью соединены ароматические гетероциклы. Полиметиновыми красителями называется подгруппа метиновых красителей, содержащих более одной метиновой группы.
Применяются в медицине и биологии, производстве фотографических товаров, лазеров и других областях техники, использующих сенсибилизирующие и флуоресцирующие свойства этой группы красителей.

## История
Первый синтетический представитель класса метиновых красителей — цианин (он же хинолиновый синий или цианиновый синий) был получен в университете Глазго Гревилем Вильямсом в том же 1856 году, когда Уильям Перкин открыл первый синтетический краситель — мовеин, что делает цианин одним из старейших искусственных красителей. Синтез цианина стал типовым для получения всех простых цианиновых красителей — для его получения Вильямс нагревал смесь иодистых изоамилатов хинолина и лепидина с сильной щёлочью.
Спустя один год, в 1857 году немецкий химик Ламберт фон Бабо независимо от Вильямса получает соли хинолина с алкилсульфатами, которым он даёт названия метил- и этил-иризинов соответственно, и характеризует их как «одни из самых прекрасных соединений в органической химии».
Немногим позже, в 1875 году цианин стал одним из первых красителей, у которого Германом Фогелем была обнаружена фотографическая активность — способность к сенсибилизации фотоматериала в оранжево-красном диапазоне (580—610 нм). Практическое применение цианинового синего в фотографии продлилось недолго из-за его непрочности и вуалирования эмульсии, однако производные цианина — метиновые красители оказались единственным классом красителей (за очень немногими исключениями), пригодным для применения в роли оптических сенсибилизаторов в фотографической промышленности. Из-за важности аэрофотографии для разведки во время Первой мировой войны область метиновых красителей пристально изучалась большим количеством исследователей сперва в Германии, а затем, из-за дефицита сенсибилизаторов — в Великобритании и США, что привело к синтезу большого количества производных и выявлению новых важных свойств получаемых соединений. Одним из значимых открытий этого периода стал синтез пинацианола Бенно Гомолкой в 1905 году, что позволило наладить промышленный выпуск фотоматериалов, чувствительных ко всей видимой области спектра.
Более поздние работы, проводимые в 1915—1925 годах позволили точно установить строение цианиновых красителей. Как и предполагалось ранее, цианиновые красители, полученные к тому моменту, оказались состоящими из двух гетероциклов, соединенных монометиновой либо трехметиновой цепочкой. В 1930-х годах была синтезирована важная группа мероцианинов, получившая значительное распространение для инфракрасной сенсибилизации, а в 1950—1960 годах исследователи перешли к синтезу метиновых красителей, в которых вместо азотсодержащих гетероциклов использовались другие конденсированные системы.

## Номенклатура
Метиновые красители можно классифицировать по заряду молекулы на катионные (цианины, стрептоцианины и другие), анионные (оксонолы) и нейтральные (нейтроцианины или мероцианины). Учитывая, что электронодонорная и электроноакцепторная группы в составе молекулы метинового красителя могут обмениваться зарядом по цепи сопряжения, то схемы связей для них выглядят следующим образом:
- катионные: {\displaystyle [>N=CH-(CH=CH)_{n}-N<]^{+}\longleftrightarrow [>N-(CH=CH)_{n}-CH=N<]^{+}};
- анионные:{\displaystyle [O=CH-(CH=CH)_{n}-O]^{-}\longleftrightarrow [O-(CH=CH)_{n}-CH=O]^{-}};
- нейтральные:{\displaystyle >N-(CH=CH)_{n}-CH=O\longleftrightarrow >N^{+}=CH-(CH=CH)_{n}-O^{-}};

Из указанных групп в промышленности имеют значение только катионные и нейтральные.
По количеству метиновых групп эти красители классифицируются на моно-, ди-, три-, пента-, и так далее до полиметинцианиновых. Существуют нульметиновые, содержащие фенильную группу, непосредственно связанную с азотсодержащим гетероциклом. Также к метиновым красителям относят молекулы, где ядра напрямую сцеплены связью между атомами углерода, входящими в ядра, то есть вообще не содержащими метиновой цепи.
По количеству виниленовых групп (-CH=CH-) группу можно разделить на: имеющие одну виниленовую группу карбоцианиновые, две — дикарбоцианиновые, три — трикарбоцианиновые и т. п.
Метиновые красители имели в начале общее название «цианиновые красители», происходящее от названия первого представителя. В дальнейшем, после синтеза и исследования разнообразных классов данных красителей, цианиновыми красителями стали называть только соединения, в которых на обоих краях цепи находятся ароматические гетероциклы, наименования остальных групп стали образовывать добавлением корней, характеризующих конечные группы, например, для бензоксазола ввели корень — «окса», тиазола — «тиа» и т. д.

## Физические и химические свойства
Имеют любые цвета, обычно в диапазоне от жёлтого до зелёного, иногда бесцветны. Водные и спиртовые растворы отличаются высокой насыщенностью и чистым оттенком цвета, что объясняется узкой полосой поглощения. Чистота цвета в большей степени выражена у симметричных красителей. Значение коэффициента молярной экстинкции составляет от 30000 до 250000, увеличиваясь вместе с удлинением цепи.
Неустойчивы к действию окислителей, но стабильны при взаимодействии с восстановителями. Обесцвечиваются кислотами из-за протонирования донорного ядра и восстанавливают свой первоначальный цвет в нейтральных средах. Образуют нестабильные карбинольные основания, разлагающиеся с разрушением метиновой цепи под действием щелочей, причем соединения с короткой цепью оказываются более устойчивыми. Светостойкость падает с увеличением длины метиновой цепи.

## Применение
Почти все метиновые красители сообщают фотографической эмульсии на основе серебра расширенную чувствительность в видимом и инфракрасном диапазонах, что определило их важную роль как фотографических сенсибилизаторов. Максимум сенсибилизации коррелирует со спектром поглощения красителя, но при этом сдвинут в более длинноволновую сторону.
Красители, относящиеся к катионным группам используют в текстильной промышленности для окрашивания полиакрилонитрильного волокна, некоторых полиэфиров и полиамидов, в которые введены кислотные группы, что обеспечивает светостойкость окраски. Также такие катионные красители используются для крашения натуральной кожи, получения чернил и штемпельных красок, изготовления копировальных бумаг.
Некоторые монометиновые красители и их азааналоги применяются в качестве оптических отбеливателей из-за бесцветности и сильных флуоресцирующих свойств.
Метиновые красители имеют широкое применению в лазерной технике для получения как активных, так и пассивных сред из-за способности этих красителей к флуоресценции и избирательных спектральных свойств.
В биологии и медицине применяются как оптические индикаторы.
Обработкой стириловых красителей щелочными растворами получают бесцветные спиропираны, из которых получают бесцветные копировальные бумаги, нанося сверху слои микрокапсул с бесцветной формой красителя и наполнитель со слабокислыми свойствами (каолин, силикагели и другие). Механическое воздействие на такую бумагу приводит к разрушению микрокапсул и переходу спиропиранов в окрашенную форму. Спиропираны, в которых аминогруппа замещена нитрогруппой обладают фотохромными свойствами и окрашиваются под действием ультрафиолетовых лучей, а обесцвечиваются в темноте. Такие соединения применяются в плёнках для фотозаписи информации.